# Danièle Kergoat
 (avril 2022).
Si vous disposez d'ouvrages ou d'articles de référence ou si vous connaissez des sites web de qualité traitant du thème abordé ici, merci de compléter l'article en donnant les références utiles à sa vérifiabilité et en les liant à la section « Notes et références ».
Danièle Kergoat, née le 30 juin 1942, est une universitaire et sociologue française.
Ses recherches et écrits portent entre autres sur la « division sexuelle du travail » qu'il soit professionnel ou domestique. Elle fait partie des auteurs et autrices qui ont défendu une conception des « rapports sociaux de sexe », qui vise à donner une base matérialiste à l'analyse des rapports entre les hommes et les femmes dans une société capitaliste.

## Biographie
Danièle Kergoat a été institutrice avant de se lancer dans une carrière de chercheuse.
Elle commence sa carrière de chercheuse en 1965 comme chercheuse hors statut. Dans les années 70, elle trouve des postes statutaires comme attachée de recherche (à partir de 1971) puis chargée de recherche (1978) avant d'intégrer le « Centre d'études sociologiques » (CES) en 1979.
En 1984, elle devient directrice du groupe de recherche GEDISST.
En 2007, elle prend sa retraite en devenant directrice de recherche émérite.
Elle est professeure, membre du centre de recherche RING, et l'autrice des ouvrages sur les femmes, genre et travail.

## Publications
- Les ouvrières, Paris, le Sycomore, 1982, 141 p.
- Les femmes et le travail à temps partiel, étude réalisée pour le Service des études et de la statistique du Ministère du travail, de l'emploi et de la formation professionnelle, Groupe d'étude sur la division sociale et sexuelle du travail, Paris, la Documentation française, 1984, 227 p.  (ISBN 2-11-001352-4)
- « Travail et affects. Les ressorts de la servitude domestique », in la revue Travailler, no 8, 2002, p. 13-26.
- « Division sexuelle du travail et rapports sociaux de sexe », in Dictionnaire critique du féminisme, ouvrage collectif coordonné par Helena Hirata, Françoise Laborie, Hélène Le Doare, Danièle Senotier, Paris, PUF, 2000,2e éd., 2004, 315 p., p. 35-44).
- « Penser la différence des sexes : rapports sociaux et division du travail entre les sexes », in Femmes, genre et sociétés, dir.Margaret Maruani, Paris, La Découverte, coll. L’état des savoirs, 2005, p. 94-101.
- Avec Yvonne Guichard-Claudic (dir.), Inversion du genre : corps au travail et travail des corps, Paris, l'Harmattan, 2007, 264 p.
- Avec Philippe Cardon et Roland Pfefferkorn (dir.), Chemins de l'émancipation et rapports sociaux de sexe, la Dispute, coll. Le Genre du monde, 2009
- Se battre, disent-elles..., Paris, La Dispute, coll. Le genre du monde, 2012, 355 p.
- Elsa Galerand et Danièle Kergoat, « Les apports de la sociologie du genre à la critique du travail », La nouvelle revue du travail, 4, 2014.